# Дворище (Крупський район)
Дворище (біл. вёска Дворышча) — село в складі Крупського району Мінської області, Білорусь. Село підпорядковане Бобрській сільській раді, розташоване в східній частині області.